# Cardiophorus vetustus
Cardiophorus vetustus là một loài bọ cánh cứng trong họ Elateridae. Loài này được Boheman miêu tả khoa học năm 1851.